# RV Laurence M. Gould
Le RV Laurence M. Gould est un brise-glace navire océanographique exploité par la Fondation nationale pour la science (NSF)  pour des recherches sur l'océan Austral. Le navire porte le nom de Laurence McKinley Gould, un scientifique américain qui avait exploré l’Arctique et l’Antarctique. Il a été commandant en second de la première expédition de l’amiral Richard Byrd en Antarctique de 1928 à 1930. Il a aidé à mettre en place une base d’exploration à Little America sur la barrière de Ross, dans la baie des Baleines.
Laurence M. Gould est décédé en 1995 à l'âge de 98 ans et la même année, la NSF a lancé la charte des services de ce navire renforcé pour la glace, afin de poursuivre ses études et sa connaissance de la péninsule antarctique et de l'océan Austral.

## Historique
L'ARSV Laurence M. Gould est exploité par Antarctic Support Contract (ASC)  sur une charte à long terme d'Edison Chouest Offshore (en) (ECO). L'ASC attribue au navire un représentant de navigation qui coordonne la planification et l’organisation des missions et un personnel technique chargé d’appuyer les opérations scientifiques et l'ECO fournit le capitaine du navire, le pilote sur glace et l’équipage.
Le brise-glace, achevé en 1998, est classé dans la catégorie ABS-A1, capable de briser un pied de glace de niveau avec un mouvement continu vers l’avant. Il peut accueillir 37 scientifiques et membres du personnel dans des cabines à une ou deux personnes. Il fait office de navire de ravitaillement et effectue des recherches environnementales à long terme (LTER) dans le passage de Drake et la péninsule Antarctique, faisant la navette entre Punta Arenas (Chili) et la base antarctique Palmer. Il a remplacé le RV Polar Duke en tant que principal ravitailleur à destination de la station Palmer.

## Galerie

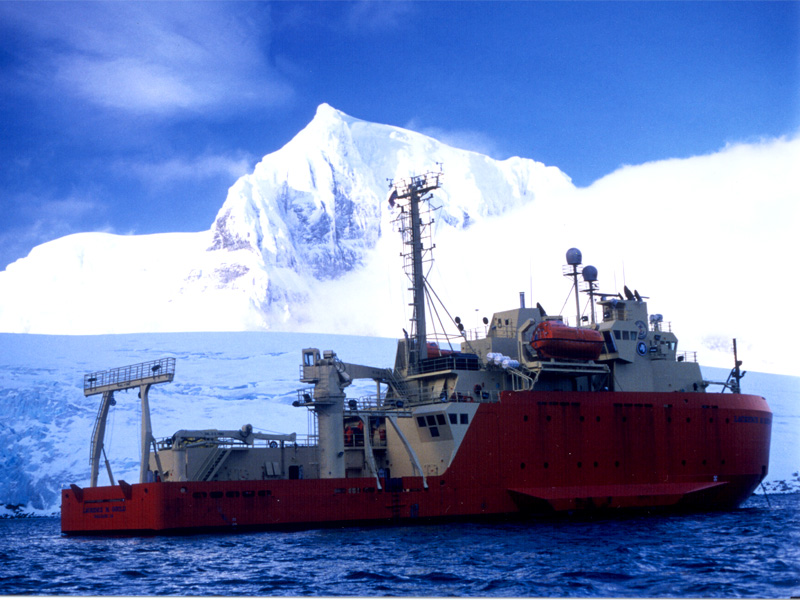
RV Laurence M. Gould (Antarctique)
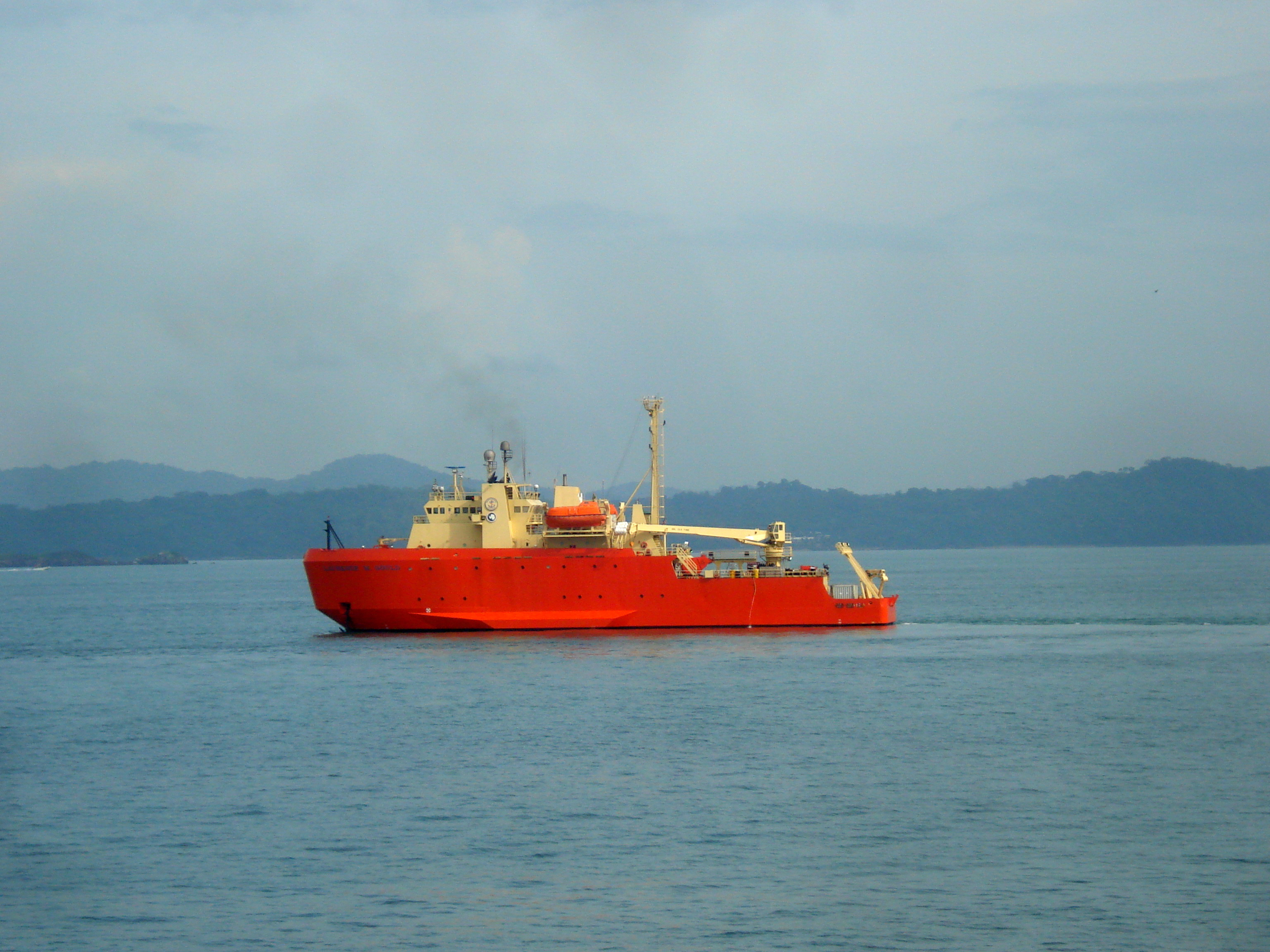
RV Laurence M. Gould

### Note et référence
1. ↑  Laurence McKinley Gould - Site : Carleton College Library
2. ↑  RV Laurence M. Gould - US Antarctic Program
3. ↑  Station antarctique Palmer LTER

- (en) Cet article est partiellement ou en totalité issu de l’article de Wikipédia en anglais intitulé « RV Laurence M. Gould » (voir la liste des auteurs).